# S. Ramanan
Sundararaman Ramanan (* 1936 in Thiruvannamalai in Tamil Nadu) ist ein indischer Mathematiker, der sich mit Algebraischer Geometrie, Differentialgeometrie und Liegruppen befasst.

## Leben und Werk
Ramanan besuchte die Schule in Chennai (Vivekananda College), erhielt den Bachelor-Abschluss in Mathematik an der University of Madras und wurde 1966 an der University of Mumbai und dem Tata Institute of Fundamental Research (an dem er seit 1957 war) bei M. S. Narasimhan promoviert (Geometry of Fibre Bundles - Homogeneous Vector Bundles). Er war danach bis 2002 Professor am Tata Institut, wo er über viele Jahre mit M. S. Narasimhan zusammenarbeitete. Nach seiner Emeritierung am Tata Institute war er Adjunct Professor am Chennai Mathematical Institute und Gastprofessor am Institute of Mathematical Sciences in Chennai.
Er befasste sich mit Vektorraumbündeln auf algebraischen Kurven (Riemannschen Flächen) und deren Modulräumen (häufig in Zusammenarbeit mit Narasimhan), Geometrischer Invariantentheorie, Abelschen Varietäten, Flaggen- und Schubert-Varietäten (mit Vektorraumbündeln darauf) und Higgs-Bündeln. In der Differentialgeometrie war sein Existenzsatz Universeller Zusammenhänge mit Narasimhan einflussreich, zum Beispiel in der Arbeit von S. S. Chern und James Simons. In der Differentialgeometrie war er von Jean-Louis Koszul beeinflusst, dessen Vorlesungen am Tata Institut er 1965 hörte und herausgab.
Zu seinen Schülern gehört Vijay Kumar Patodi (dessen Dissertation er mit Narasimhan betreute). Er arbeitete auch mit dem wenige Jahre jüngeren A. Ramanathan am Tata Institut zusammen, zum Beispiel über Flaggenvarietäten.

## Ehrungen
Ramanan erhielt den Shanti Swarup Bhatnagar Prize (1979), den Preis der Third World Academy of Sciences in Mathematik (2001) und die Srinivasa Ramanujan Medal der Indian National Science Academy (2008). 1978 war er Invited Speaker auf dem Internationalen Mathematikerkongress in Helsinki (Vector Bundles over Algebraic Curves). 1977/78 war er am Institute for Advanced Study. 

## Mitgliedschaften
Er ist Fellow der Indian Academy of Sciences, der Indian National Science Academy und der National Academy of Sciences India.

## Privatleben
Ramanan ist verheiratet und hat zwei Töchter, eine ist Journalistin bei der Hindustan Times in Mumbai und eine Tochter (Kavita) ist Mathematikprofessorin an der Brown University.

## Schriften
- mit M. S. Narasimhan: Existence of universal connections. American Journal of Mathematics, Band 83, 1961, S. 563–572
- mit M. S. Narasimhan Moduli of vector bundles over a compact Riemann surface, Annals of Mathematics, Band 89, 1969, S. 14–51
- mit M. S. Narasimhan Vector bundles on curves, in Algebraic Geometry, International Colloquium, Tata Institute, Bombay, Oxford University Press 1968, S. 335–346
- mit M. S. Narasimhan Deformations of the moduli space of vector bundles over an algebraic curve, Annals of Mathematics, Band 101, 1975, S. 391–417
- The moduli space of vector bundles over an algebraic curve, Mathematische Annalen, Band 200, 1973, S. 69–84
- mit Usha V. Desale Poincaré polynomials of the variety of stable bundles, Mathematische Annalen, Band 216, 1975, S. 233–244
- mit Desale Classification of vector bundles of rank 2 on hyperelliptic curves, Inventiones Mathematicae, Band 38, 1976/77, S. 161–185
- mit A. Ramanathan Some remarks on the instability flag, Tohoku Math. J., Band 36, 1984, S. 269–291
- Ample divisors on abelian surfaces, Proc. London Math. Society, Band 51, 1985, S. 231–245
- mit A. Ramanathan Projective normality of flag varieties and Schubert varieties, Inventiones Mathematicae, Band 79, 1985, S. 217–224
- mit Arnaud Beauville, M. S.  Narasimhan Spectral curves and the generalised theta divisor, J. Reine Angew. Math., Band 398, 1989, S. 169–179
- Global Calculus, American Mathematical Society 2005
- mit Allan Adler Moduli of Abelian Varieties, Lecture Notes in Mathematics 1644, Springer-Verlag, 2009